# Orange Ave
Orange Ave är rockgruppen Seven Mary Threes fjärde musikalbum, utgivet 14 juli 1998.

## Låtförteckning
1. "Peel" – 2:08
2. "Over Your Shoulder" – 4:18
3. "Chasing You" – 3:38
4. "Each Little Mystery" – 2:45
5. "In-Between" – 3:09
6. "Joliet" – 4:20
7. "Super-Related" – 3:24
8. "Flagship Eleanor" – 3:01
9. "Southwestern State" – 4:41
10. "Hang On" – 2:58
11. "Blessing In Disguise" – 4:33
12. "Devil's Holy Joke" – 8:18